# ゴーストリコン
ゴーストリコン (Ghost Recon) は、トム・クランシーシリーズとなるゲームソフトであり、ユービーアイソフトの子会社であるレッド・ストーム社により製作された。ソフトの内容は2008年を舞台に描かれた近未来ミリタリーアクションゲーム。
本稿はXboxバージョンを元に執筆されている。PC版、PS2版での差分については該当項目を参照。
本作はあまりキャラクター達が喋ることはないが、音声、テキストは全て日本語吹き替えである。なお、音楽も同様で任務中は一切流れない。しかしオープニングや部隊編成画面などでは映画音楽のようなオーケストラが流れる。
ちなみに、『リコン/Recon』とは「強襲偵察部隊」「特殊武装偵察部隊」など「特殊部隊」の意。

## ストーリー

### A.D. 2008 ロシア
舞台は2008年のロシア。超大国ソ連の復活を果たすため、極右政党をはじめとする国粋主義者たちがクーデターを起こし、首都モスクワを占拠。彼らは電撃的作戦により、旧ソ連構成国への侵攻を開始。事態を重くみたNATOはゴーストの出撃を決定。国粋主義者たちを殲滅することとなる。

2005年、数年にわたる経済衰退と軍事的屈辱の後、ロシア国民はウラジーミル・プーチンを失脚させ、ウルトラナショナリストの過激派ドミトリー・アルバトフに交代させた。
アルバトフ大統領は、ロシア国内の自由主義改革を直ちに凍結し、組織犯罪、大企業、少数民族に対する積極的な弾圧政策を開始した。「ギャング、オリガルヒ、非ロシア人寄生虫」である。
同時に彼は、軍への大幅な資金増を推し進め、率直なウルトラナショナリストを将校団全体の権力の座に押し上げた。 ヴィクトル・カルピン将軍が陸軍大将兼国防副大臣に任命される。 アルバトフとカルピンは、共産主義の崩壊によって失われた帝国を再建するつもりだと公言している。
ベラルーシ、ウクライナ、カザフスタンの政権はすぐに新生ロシアに同調した。 2007年、この4カ国はロシア民主連合（RDU）を結成する。 他の旧ソビエト共和国の超国家主義派閥も統合を煽り始める。 リトアニアとエストニアの首都ヴィリニュスとタリンで親ロシア派の暴動が発生。 グルジアでは、南オセチアとアブハジアでゲリラが蜂起し武力衝突が勃発する。
グルジア政府は米国に反乱鎮圧の支援を要請。 ロシアの抗議を受けつつ、アメリカは2000人の平和維持軍をトビリシに派遣し、トルコのNATO空軍基地からゲリラの拠点に対する空爆を開始する。ゴーストもその一員として現地に展開する。緊張が高まること3週間、ロシアが侵攻し、グルジア国境を越えて軍隊が押し寄せる。 
アルバトフ大統領はテレビ演説で、ロシアは「不謹慎な西側諸国によってかき立てられた不安から国境を守る」必要があると述べた。 グルジアとアメリカの同盟国は瞬く間に圧倒され、最初の攻撃からわずか12日後、最後のヘリコプターがトビリシにあるアメリカ大使館の屋上を離れた。
危機の焦点は、エストニア、ラトビア、リトアニアが同様の不安を経験しているバルト海に移った。 大規模な軍備増強が行われ、アメリカとその同盟国は数十万の軍隊をバルト海に展開し、ロシアはこれに対抗する。 アルバトフ大統領は、「外国の帝国主義者の策略にもかかわらず、ロシア人は再び統一された国民となるだろう」と述べた。 2ヶ月に及ぶ国境での小競り合いの後、ロシアは2008年夏にバルト海への全面侵攻を開始する。
最初はNATO軍に不利な戦いだったが、ゴーストの尽力もあってやがて流れが変わり、ロシアの進撃が止まり、9月上旬にはヴィリニュスが解放され、ロシア軍が数週間前に設置した傀儡政権が倒された。
屈辱的な敗北に直面したロシアの世論は、アルバトフ政権に猛反発。 モスクワとサンクトペテルブルクの街頭では、アルバトフ政権の退陣を求める群衆が立ち上がった。 カルピン将軍が代わりに行動を起こし、アルバトフを罷免し、戒厳令を敷いた。 ウルトラナショナリズムの大義に反対する者はたちまち沈黙した。 デモ参加者は一斉に射殺され、監獄は政治犯で埋め尽くされる。
軍はアルバトフ大統領を処刑し、内戦に近い全国的な反乱を引き起こした。 超国家主義者はたちまち国民の支持を失い、RDUのメンバーの多くも同盟を脱退する。 
西側諸国は、ウルトラナショナリストの権力基盤を弱体化させるための大規模なキャンペーンを開始する。 武器と資金が地下抵抗勢力に流され、軍事攻撃はウルトラナショナリズムに友好的な標的だけを狙う。ゴーストはその間、ムルマンスクの海軍基地やアルハンゲリスクの空軍基地などロシアのいくつかの基地を攻撃し、超国家主義者の戦闘力を弱めている。秋が深まるにつれ、ウルトラナショナリストの勢力基盤は各地で崩壊し、モスクワ周辺だけが最後の砦となる。
ロシア軍のロイヤリスト派とウルトラナショナリスト派は、西側諸国がロイヤリスト派を支援する中、モスクワ近郊で最後の大規模な戦闘を繰り広げる。 ウルトラナショナリストは勝利するが、戦場で戦術核爆弾を爆発させ、国際的犯罪者としての地位を固めた。
核兵器を使用したRDUは国際的非難を浴び、事実上解散する。 ロシアの首相代行は内々に、事態を解決するため外国からの援助を要請する。
米軍とロイヤリストの連合軍が赤の広場に集結し、カルピン将軍をクレムリンの地下壕に押し込める中、市民はモスクワから数百万人単位で逃げ出す。
2010年11月10日、GUM百貨店でのゴーストによる最後の攻撃の後、ウルトラナショナリストたちは降伏し、アメリカ人と解放されたロシア人はともに勝利を祝う。

## ゲーム･システム
トム・クランシーの名を冠したゲーム作品全般に言えることであるが、本作は『ビデオゲーム』というよりは『シミュレーター』に近い。他所のゲームであれば敵の攻撃を受けても一定のダメージを受け、HPなどが減るだけですむ。しかし本作では『敵に撃たれる』＝『戦死』であり、現実同様銃弾を受ければ兵士は活動能力を失ってしまう（必ず死亡すると言う訳でもないが、負傷すれば射撃をはじめすべての能力が低下する）。
プレイヤーは6名で編成されるゴースト部隊を操って任務を遂行する。本作は主人公＝プレイヤーキャラクターの概念がなく、リアルタイムで使用する兵士を切り替えることが出来る。ミッションをクリアすると作戦に参加し生還した兵士達にポイントが与えられ、射撃、ステルス、アーマー、リーダーシップの能力を強化することが出来る。しかしこのゲームは現実同様死亡した兵士は二度と戻らないため、ポイントで成長した兵士も一瞬で損失するリスクと隣合わせになっている。

## ゴースト
ゴースト・リコンに所属する兵士達は、おおまかに4種類に分類できる。前記の通り死傷により兵士が減った場合は新たな兵士が補充される。プレイヤーはその中から6名の隊員でチームを編成する。
なお、一定の条件を満たすと特殊な装備を持った『スペシャリスト』がアンロックされる。彼らはOICWなど、通常のゴースト隊員が持っていない強力な武器を持つ。
ちなみに、後継作品のGRAW、GRAW2で主人公となるスコット・ミッチェルも隊員達の中に混ざっているようである。
ライフルマン
主にM16小銃で武装。オプションとして双眼鏡や手りゅう弾、M203 グレネードランチャーなどを持たせることも出来る。
機銃手
分隊支援火器をもったマシンガンナー。装弾数が100発を超えるマシンガンは大量の敵を相手にしたり、弾幕を張るなどに有効。アーマーが優れているようで、他の隊員達より耐久度が高いようだ。
破壊工作兵
主にロケットランチャー等で武装する対戦車兵。また、破壊工作任務で必要となる爆薬を装備できる。ロケット砲は問答無用で一撃必殺の武器であるため、戦車以外にも大変効果的である。なお、破壊工作が必要となるミッションなどでは彼らの編入を強制され、任務中に彼らが戦死すると任務が失敗となることもある。
スナイパー
スナイパー･ライフルでの狙撃を担当する。このゲームは屋内での接近戦を主体としたレインボーシックスとは違い、屋外での戦闘が多く必然的に長距離での戦闘が発生するので、ステージによっては一方的に敵を無力化できる。

### 使用ゴースト

#### ライフルマン
- クリス・ハント
- ジョン・マタ
- デビッド・ダンスキー
- グレゴリー・橋本
- トッド・ダゴスティーノ
- クライド・フリン

#### 機銃手
- ジェイソン・ステルマック
- マイク・ラウンテュリー
- ウィズリー・アンドリュー

#### スナイパー
- ショーン・マカフィー
- チェザーレ・エスコバル
- アンドリュー・グレンデニング

#### スペシャリスト

##### ライフルマン
- ウィル・ジェイコブズ
- スーザン・グレイ
- ハロルド・バズ・ゴードン
- リンディ・コーヘン
- ヘンリー・ラミレス
- ジョディ・ヘイル

##### 機銃手
- グラム・オサーゼ
- ディーター・マンツ

##### 破壊工作兵
- ナイジェル・タニー
- クラウス・ヘンケル

##### スナイパー
- ジャック・ストーン
- スコット・イブラヒム
- アストラ・ガリンスキー

## ステージ
01 アイアンドラゴン
洞窟に潜伏している「パパシビル」の身柄を拘束する。
02 激しい噴煙
米海軍機動部隊から飛び立ったF-18偵察機が敵地に墜落し、パイロットが捕われた。ゴーストは捕虜となったパイロットを救出し、可能であれば墜落した機体を爆破しなければならない。
03 ストーンベル
山岳地帯で戦車と対決をする。
04 黒い針
味方の通過する道を確保する。
05 黄金の山
市街戦となるこの任地では銀行制圧をし、味方ヘリコプターの墜落現場を捜索。さらに救出部隊とのランデブーポイントである大使館までの撤収を要求される。
なお、このステージはオンラインでも非常に人気があったらしく、GRAWやGRAW2でもリメイクされて登場している。
06 魔女の炎
敵の司令所に潜入し、重要情報を手に入れる任務。
07 乾いた希望
橋を破壊し敵の輸送線を断つ爆破作戦。
08 黄褐色の斑
合衆国軍の本隊が到着し、敵国への大規模侵攻を開始する。ゴーストはその本隊の支援のため、丘に陣取る敵自走砲の排除をする。
このステージも人気があったようで、後の作品にも度々登場している。
09 蒼い嵐
悪天候で行われる戦闘。
10 灼熱の爪
都市中心部にある大聖堂への侵攻に参加する。強力なM1エイブラムズ戦車の小隊が参加しているが、都市には対戦車兵がいたるところで待ち伏せしており、ゴーストは戦車部隊をこれらから守らなくてはならない。
11 夢の埋葬
救助任務。
12 象牙
深夜に敵潜水艦を爆破する任務。
13 北極の太陽
制空権を確保すべく敵軍の空港に強襲をかける。目標は最新鋭の戦闘機S-37ベルクトの破壊。
14 柳の弓
国連軍と共に、敵国首都への最後のドアとなる山岳地帯を突破する。
15 白い刃
ロシア首都モスクワにある『赤の広場』を制圧し、このクーデターに終止符を打つ。

## 登場する武器
世界各国で使用されている29種類の兵器がゲーム上に登場する。
- ベレッタM92 - サイレンサー付の軍用拳銃
- MP5 SD
- M16 - グレネード・ランチャー付のM203も使用可能
- M4 - M16のカービンバージョン
- L85
- M249 - 分隊支援火器
- XM8
- M60
- M240
- MG3
- XM29
- M24 - スナイパーライフル
- M67 - 手榴弾
- AT4 - 対戦車用兵器
- M2 爆破装置

## 機種別の特徴

### PC版
シングルプレイはもとより、最高で36名同時ネット対戦が可能（4チームまで分割・同時対戦可能）。ユーザー同士（人間相手）の対戦・ユーザー（人間）チームVSコンピューターなど多彩な戦闘シチュエーションが可能となっている。
またユーザーが開発する独自の拡張プログラム (MOD)が多種発表されており、これをダウンロードしゲームに組み込むことにより、多くの武器やマップが選択可能となる。

### PlayStation 2版
日本版PS2版では他機種とはパッケージが違う。戦争劇画家で知られる小林源文がデザインして描いたパッケージになっている。
追加ミッションとして、全キャンペーンモードのミッションをクリアすると、デザートシージのミッションがプレイ可能である。

### Xbox版
オープニングムービーがフルCGとなっている。
ミッション10における味方戦車部隊の進行ルートに差分がある。